# Helminthen-Therapie

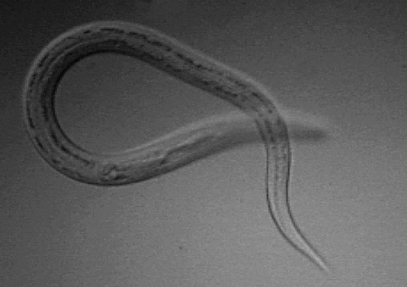
Eine Necator-americanus-Larve

Die Helminthen-Therapie (oder Helminthik) ist eine experimentelle Art der Immuntherapie zur Behandlung von Autoimmunerkrankungen und Allergien durch absichtliche Infektion mit einem parasitären Wurm (Helminthen) oder mit dessen Eiern. Helminthen wie Haken-, Peitschen- und Bandwürmer haben sich in der Evolution an ihren Wirt angepasst und unterdrücken partiell dessen Immunabwehr, um in ihm zu überleben.
Bei der Helminthen-Therapie wird der Patient mit Darmwürmern infiziert. Untersuchungen liegen für Schweinepeitschenwurm-Eier (Trichuris suis ova), den amerikanischen Hakenwurm Necator americanus, Peitschenwurm-Eier (Trichuris trichiura ova) und den Rattenbandwurm (Hymenolepis diminuta) vor. Diese Parasiten haben eine geringe Pathogenität und können keinen langfristigen Schaden verursachen. Es gibt auch Helminthenarten, die zwar immunregulatorische Wirkungen gezeigt haben, aber auch das Potenzial haben, selbst krankheitsauslösend zu wirken. Dazu gehören der Spulwurm (Ascaris lumbricoides), der Zwergfadenwurm (Strongyloides stercoralis), und der Madenwurm (Enterobius vermicularis).
Alle bisherigen Studien zur Helminthen-Therapie konnten keine überzeugenden Ergebnisse liefern. Zum Teil könnte das auch am zu geringen Stichprobenumfang der Studien gelegen haben. Zur Behandlung der Colitis ulcerosa wird der Therapieansatz wegen unzureichender Ergebnisse einer großen Studie nicht mehr verfolgt.

## Inzidenz von Autoimmunerkrankungen und parasitärem Befall
Es ist allgemein anerkannt, dass es eine genetische Disposition für die Entwicklung von Autoimmunerkrankungen gibt. Die starke Zunahme der Inzidenz solcher Erkrankungen kann aber nicht das Ergebnis genetischer Veränderungen beim Menschen allein sein, denn die Zunahme von Autoimmunerkrankungen in der industrialisierten Welt erfolgte einfach zu schnell. Es gibt Hinweise darauf, dass einer der Hauptgründe für die Zunahme von Autoimmunerkrankungen in den Industrieländern die signifikante Veränderung der Umweltfaktoren im letzten Jahrhundert ist. Die Hygiene-Hypothese spricht der geringeren Exposition gegenüber Parasiten, Bakterien und Viren eine wichtige Rolle bei der Entwicklung von Autoimmunerkrankungen und Allergien zu. Die 1989 veröffentlichte Beobachtung von Strachan, dass Kinder mit vielen Geschwistern seltener Heuschnupfen entwickeln, gilt als Geburtsstunde dieser Hypothese. Aber schon in den 1960er Jahren erkannte B. M. Greenwood, dass Autoimmunerkrankungen wie die rheumatoide Arthritis in Afrika viel seltener vorkommen und dass Malaria einen Anti-Lupus-Effekt haben. Die Rheumatoide Arthritis (RA) steht in gewissem Widerspruch zur Hygiene-Hypothese, denn ihre Häufigkeit korreliert scheinbar nicht mit den hygienischen Verhältnissen und ihre Häufigkeit nahm bis in die 1990er Jahre ab und stieg danach wieder. Andererseits zeigen Daten aus Indien, dass mit Filarien-Gebieten die Patienten mit RA allesamt filarienfrei waren. Auch zahlreiche weitere Fadenwurm-, Protozoen-, Saugwurm- und Bandwurminfektionen scheinen einen Schutzeffekt vor RA zu haben. Es gibt allerdings auch Helminthen, die eine Arthritis verschlechtern können (z. B. Chinesischer Leberegel oder Hymenolepis diminuta) oder keinen Effekt auf diese haben (z. B. Taenia crassiceps).
Korrelationsdaten haben gezeigt, dass die Prävalenz von Wurmerkrankungen südlich des Äquators am größten ist, während die Raten von Autoimmunerkrankungen wie Multiple Sklerose niedrig sind. Mittlerweile gibt es zahlreiche Hinweise, dass Parasiten mit ihren entzündungshemmenden Eigenschaften Autoimmunerkrankungen wie Type-1-Diabetes, Multiple Sklerose, experimentelle Autoimmun-Enzephalomyelitis, systemischer Lupus erythematosus, Colitis ulcerosa und autoimmune Arthritis beeinflussen können.

## Hypothesen
Obwohl die Mechanismen der Entstehung von Autoimmunerkrankungen noch nicht vollständig verstanden werden, besteht weitgehende Einigkeit darüber, dass die Mehrzahl der Autoimmunerkrankungen durch gesteigerte immunologische Reaktionen auf harmlose Antigene verursacht wird.
Eine Hypothese geht davon aus, dass an dieser Fehlfunktion T-Helferzellen beteiligt sind. Es gibt zwei Unterformen der Hygienehypothese: Die „Old Friends“-Hypothese und die „Mikrobiom-Erschöpfung“-Hypothese.

### TH1 / TH2-Reaktionsregelung
Extrazelluläre Antigene wie bei Allergien lösen in erster Linie die Antwort durch Typ2-T-Helferzellen (TH2) aus, während intrazelluläre Antigene eine Antwort durch Typ1-T-Helferzellen (TH1) initiieren. Die Zellen können nach den charakteristischen Zytokinen, die sie sezernieren, in Subtypen unterteilt werden. TH2-Immunantworten führen zur Freisetzung von Zytokinen, die mit einer Entzündungsreduktion verbunden sind, wie Interleukin-4, Interleukin-5 und Interleukin-13. Umgekehrt sind TH1-Immunantworten durch die Zytokine Interferon-γ (IFNγ) und Tumornekrosefaktor Alpha (TNFα) gekennzeichnet, die entzündungsfördernd wirken. Typ17-T-Helferzellen (TH17) werden durch die Kombination von Interleukin-6 und Transforming Growth Factor beta (TGF-β) induziert anschließend von IL-23 stimuliert. Diese Zellen produzieren IL-17A, IL-22 und Tumornekrosefaktor α (TNF-α), welche eine maßgebliche Rolle bei Autoimmunerkrankungen und der Abwehr von Pilz- und extrazellulären bakteriellen Infektionen spielen. Helminthen stören zudem die Differenzierung von follikulären T-Helferzellen, was zur Unterdrückung der Keimzentrumsreaktion führt und die Immunabwehr beeinträchtigt.

### Gelernte angemessene Immunantwort
Die Hygienehypothese schlägt vor, dass eine angemessene Immunantwort teilweise durch die Exposition gegenüber Mikroorganismen und Parasiten erlernt und teilweise durch ihre Anwesenheit reguliert wird. In den Industrieländern sind Menschen niedrigeren Mengen dieser Organismen ausgesetzt. Die Entwicklung von Impfstoffen, hygienische Praktiken und eine wirksame medizinische Versorgung haben die Prävalenz vieler Infektionen verringert oder sie ganz beseitigt. Zentrales Element der Hypothese ist, dass die korrekte Entwicklung regulatorischer T-Zellen bei Individuen von der Exposition gegenüber Keimen abhängen kann. Mangelnde Exposition gegenüber weitgehend gutartigen Antigenen, insbesondere in der Kindheit, wurde als mögliche Ursache für die Zunahme von Autoimmunerkrankungen vorgeschlagen.

### Old Friends Hypothese
Die Old Friends-Hypothese wandelt die Hygienehypothese durch die Annahme, dass regulatorische T-Zellen nur dann voll wirksam werden können, wenn sie durch die Exposition gegenüber Mikroorganismen und Parasiten stimuliert werden, die eine geringe Pathogenität aufweisen und im Laufe unserer Evolutionsgeschichte universell mit dem Menschen koexistiert haben. Diese Hypothese wurde durch eine Studie, die die Auswirkungen von infektiösen Organismen und insbesondere Helminthen auf jene Gene zeigt, die für die Produktion verschiedener Zytokine verantwortlich sind. Einige von ihnen sind an der Regulierung von Entzündungen beteiligt sind, insbesondere bei der Entstehung von Morbus Crohn, Colitis ulcerosa und Zöliakie.

### Mikrobiom-Erschöpfung-Hypothese
Die Hypothese der Mikrobiomerschöpfung besagt, dass das Fehlen einer ganzen Klasse von Organismen im Wirtsorganismus eine evolutionäre Diskrepanz ist, die das Immunsystem destabilisiert und zu Krankheiten führt: Das Mikrobiom ist „erschöpft“. Der Weg zur Korrektur der Dysregulation besteht darin, Schlüsselarten bei gesunden Individuen vor der Entwicklung menschlicher Krankheiten des modernen Lebens zu „rekonstituieren“ oder aufzufüllen. Als Schlüssel-Organismen sind Helminthen von zentraler Bedeutung für die Korrektur der Immunfehlregulation. Helminthen modulieren das Mikrobiom und den bakteriellen Stoffwechsel und führen zu einer vermehrten Bildung kurzkettiger Fettsäuren, welche Autoimmunerkrankungen abmildern können.

## Vorgeschlagener Wirkungsmechanismus
Experimentelle Daten stützen die Hypothese, dass klinisch induzierte helminthische Infektionen die Fähigkeit haben, Immunantworten abzuschwächen. Es wird angenommen, dass die meisten Autoimmunerkrankungen hyperaktive TH1- oder TH17-Immunantworten beinhalten, die durch die Förderung einer TH2-Antwort durch Helminthen herunterreguliert werden. Helminthen sezernieren immunregulatorische Moleküle, die die Induktion regulatorischer T-Zellen fördern und gleichzeitig die Funktion von Antigen-präsentierenden Zellen und anderen T-Zellen hemmen. Daher versucht die Helminthen-Therapie, die Homöostase wiederherzustellen, und eine hyperaktive TH1-entzündungsfördernde Reaktion auf eine TH2-Antwort mit reduzierter Entzündung verlagert.
Studien am Menschen und an Tieren haben Beweise für eine verringerte TH1- und TH17-Immunantwort mit einer Verschiebung zur TH2-Zytokinproduktion erbracht, was zu signifikant verringerten Interleukin-12- und IFNy-Spiegeln mit gleichzeitigem Anstieg der regulatorischen T-Zellen, Interleukin-4, Interleukin-5 und Interleukin-10 der Probanden führte. Diese Beobachtungen deuten darauf hin, dass die Helminthentherapie nicht nur präventiv vor Autoimmunerkrankungen schützt, sondern auch wenn solche Autoimmunreaktionen bereits eingeleitet wurden. Darüber hinaus töten Reaktionen von TH2 selten die parasitären Würmer. Vielmehr begrenzt die TH2-Reaktion die Infektion, indem sie die Lebensfähigkeit und Fortpflanzungsfähigkeit des Parasiten reduziert.
Angesichts der Herabregulation der TH1- und TH17-Immunantworten mit helminthischer Therapie können Immunantworten auf andere Krankheitserreger und Allergene unterdrückt werden. Folglich können unkontrollierte Wurminfektionen mit einer unterdrückten Immunität gegenüber Viren und Bakterien in Verbindung stehen, die normalerweise TH1- und TH17-Immunantworten auslösen.

## Forschung
Beweise zur Unterstützung der Idee, dass Wurminfektionen die Schwere von Autoimmunerkrankungen reduzieren, stammen in erster Linie aus Tiermodellen. Studien, die an Mäusen und Rattenmodellen von Kolitis, Multipler Sklerose, Typ-1-Diabetes und Asthma durchgeführt wurden, haben gezeigt, dass mit Helminthen infizierte Tiere vor der Krankheit geschützt sind. Die ersten klinischen Studien zur helminthischen Therapie beim Menschen begannen vor etwa 15 Jahren mit der Anwendung von des Schweinepeitschenwurms (Trichuris suis). Während Helminthen oft als homogene Gruppe angesehen werden, bestehen erhebliche Unterschiede zwischen den Arten und die in der klinischen Forschung verwendeten Arten variieren zwischen Studien am Menschen und Tieren. Daher ist bei der Interpretation der Ergebnisse von Tiermodellen Vorsicht geboten.
Die Helminthen-Therapie wurde zur Behandlung mehrerer (nicht-viraler) Autoimmunerkrankungen beim Menschen untersucht, darunter Zöliakie, Morbus Crohn, Multiple Sklerose, Colitis ulcerosa und Atherosklerose. Es ist derzeit nicht bekannt, welche klinische Dosis oder Helminthenart die effektivste Behandlungsmethode ist. Hakenwürmer wurden mit einem reduzierten Risiko für die Entwicklung von Asthma in Verbindung gebracht, während der Spulwurm mit einem erhöhten Asthmarisiko verbunden war. In ähnlicher Weise wurde festgestellt, dass Hymenolepis nana, Trichuris trichiura, Ascaris lumbricoides, Strongyloides stercoralis, Enterobius vermicularis und Trichuris suis ova bei Patienten mit Multipler Sklerose die Anzahl der Symptomexazerbationen, die Anzahl der Schübe reduzieren und die Anzahl neuer oder sich vergrößernden Hirnläsionen in Dosen von 1.180 bis 9.340 Eiern pro Gramm senken. Spulwurm, Zwergfadenwurm und Madenwurm gelten jedoch nicht als geeignet für die therapeutische Anwendung beim Menschen, da sie die Kriterien für eine therapeutischen Helminthen nicht erfüllen.
Eier des Schweinepeitschenwurms wurde in den meisten Fällen zur Behandlung von Autoimmunerkrankungen eingesetzt, da dieser Parasit beim Menschen als nicht pathogen angesehen wird und damit als sicher gilt. Die Verwendung von wurde von der US-amerikanischen Food and Drug Administration als Prüfpräparat gestattet. Die Würmer besiedeln beim Menschen Blinddarm und den Colon nur für wenige Wochen, entsprechend kurz ist die positive Wirkung und die Behandlung muss in entsprechenden Abständen wiederholt werden.
Der Hakenwurm Necator americanus hat von der Medicines and Healthcare Regulatory Authority in Großbritannien eine IMP-Lizenz erhalten. Necator americanus Larven werden perkutan verabreicht und wandern durch das Gefäßsystem und die Lunge in den Dünndarm. Sie ernähren sich vom Blut der Schleimhaut. Dieser Hakenwurm ist wahrscheinlich relativ sicher, obwohl er vorübergehende gastrointestinale Nebenwirkungen verursachen kann, insbesondere nach dem ersten Einsatz oder bei erhöhten Dosen. Hohe Dosen können eine Anämie verursachen.
Die allgemeinen idealen Eigenschaften für einen therapeutische Wurm lauten wie folgt:
- Geringes oder kein pathogenes Potenzial
- vermehrt sich nicht im Wirt
- kann nicht direkt auf enge Kontakte übertragen werden
- erzeugt eine selbstlimitierte Kolonisierung beim Menschen
- produziert eine asymptomatische Kolonisation beim Menschen
- ändert nicht das Verhalten bei Patienten mit gestörter Immunität
- wird nicht von den am häufigsten verwendeten Medikamenten beeinflusst
- kann mit einem Antihelminthikum abgetötet werden
- kann frei von anderen potenziellen Krankheitserregern isoliert werden
- kann isoliert oder in großen Stückzahlen produziert werden
- kann für Transport und Lagerung stabilisiert werden
- einfach zu handhaben

## Mögliche Nebenwirkungen
Helminthen sind äußerst erfolgreiche Parasiten, die in der Lage sind, lang anhaltende Infektionen innerhalb eines Wirts zu etablieren. Während dieser Zeit konkurrieren Helminthen mit den Zellen des Wirtsorganismus um Nährstoffressourcen und besitzen das Potenzial, Schaden anzurichten. Die Zahl der Helminthen, die im Rahmen einer Helminthen-Therapie verabreicht werden, ist jedoch sehr gering und Nebenwirkungen treten in der Regel nur in den ersten drei Monaten der Infektion auf. Langfristig ist die überwiegende Mehrheit der klinisch infizierten Personen asymptomatisch, ohne signifikanten Nährstoffverlust. Tatsächlich kann die Nährstoffaufnahme bei einigen Probanden, die eine kleine Anzahl von Helminthen beherbergen, sogar verbessert werden. Sollten die Nebenwirkungen der Helminthen-Therapie stärker werden, können sie durch die Verwendung von Anthelminthika gelindert werden. Die häufigsten klinischen Symptome, die während einer Helminthen-Therapie auftreten können, sind:
- Müdigkeit[1]
- Magen-Darm-Beschwerden[2]
- Anämie[1][6][7]
- Fieber[7]
- Bauchschmerz[7]
- Gewichtsverlust[7]
- Durchfall[7]
- Allgemeines Unwohlsein[7]